# こんなにそばに居るのに
「こんなにそばに居るのに」（こんなにそばにいるのに）は、ZARDの12作目のシングル。

## 概要
- カップリング曲のオリジナルカラオケは収録されておらず、この傾向は14枚目のシングル「Just believe in love」まで続いた。

## 音楽性

### こんなにそばに居るのに
- 表題曲は三貴「ブティックJOY」TV-CFイメージソング（8センチCDに記載。「CF」はコマーシャルフィルムの略）に起用された[1]。
- 坂井泉水はこの曲のデモを聴いた瞬間、スリリングな曲調に倦怠期のカップルを連想して歌詞を書き上げたという。
- ZARDのシングルとして、明石昌夫が編曲を担当するのは本作から14年後、坂井の死後にリリースされた「翼を広げて」までしばらく途絶えることとなった。

## ミュージックビデオ
- レコーディング風景をそのまま使用した1番のみのプロモーションビデオが一部公開されていたが、坂井の死後に2番を含む未公開映像が公開され、ライブスタジオで歌う別の映像も初公開された。

## 記録
- 3作連続で初登場1位を獲得。自身初の初週30万枚超を記録し、ZARDのシングルでは8番目の売り上げとなった。

## 収録曲
1. こんなにそばに居るのに
作詞：坂井泉水
作曲：栗林誠一郎
編曲：明石昌夫
2. あなたのせいじゃない
作詞：坂井泉水
作曲：栗林誠一郎
編曲：明石昌夫
3. こんなにそばに居るのに（オリジナルカラオケ）

## 楽曲の収録アルバム
- forever you（#1、大幅なリテイクを施したアレンジ版を収録）
- ZARD BEST The Single Collection 〜軌跡〜（#1）
- Golden Best 〜15th Anniversary〜（#1）
- ZARD Single Collection 〜20TH ANNIVERSARY〜（#1,2）
- ZARD Forever Best 〜25th Anniversary〜（#1）